# Marcelle Louise Fernande Le Gal
Marcelle Louise Fernande Le Gal (Amiens, 14 de febrero de 1895 - Salouël, 23 de junio de 1979) fue una botánica, micóloga, liquenóloga, taxónoma, conservadora y exploradora francesa. Realizó extensas herborizaciones por Francia, Suecia y Marruecos.
Desarrolló actividades científicas y académicas como profesora del Museo Nacional de Historia Natural de Francia en París, donde ofició de conservadora de microalgas en el Herbario Nacional. Localizado en la Galería de Botánica, el Herbario Nacional es parte integrante del Museo Nacional de Historial Natural.

## Biografía
Nació en una familia de trabajadores ferroviarios y de artistas. Estudió en el Liceo de Amiens, y a continuación, entró en la Universidad de París. En 1915, recibió una Maestría en Ciencias en biología. Durante la Primera Guerra Mundial, Marcelle vivió en Nueva York; y, en 1920, se convirtió en M.Sc. por la Universidad de Columbia. Entonces, Marcelle volvió a Francia.
En 1922, se casó con el lingüista Etienne Le Gal. Con él comenzó a recoger setas, y las llevaban al Laboratorio del Museo de Historia Natural de París. Desde 1932, asistió a la reunión de la Sociedad Micológica francesa. Entonces, comenzó a trabajar en el Laboratorio, con el apoyo de Roger Ayman, estudiando Discomycetes.
En 1944, Marcelle terminó su tesis doctoral, para la cual ganó una beca. En el mismo año comenzó a trabajar en el Centro Nacional de Investigación Científica, siendo su directora desde que fue nombrada para ello en 1957. De 1954 hasta 1957 Le Gall fue la primera mujer - presidenta de la Sociedad Micológica francesa. En 1960, Marcelle se retiró.
Estuvo preparando materiales para la monografía sobre la especie Skutelliniya y para el año 1972 casi la termina, pero su marido Etienne muere. Seguidamente, Marcelle pierde la visión en 1973. Marcelle muere el 23 de junio de 1979, en Amiens, por complicaciones después de una cirugía para el tratamiento de cataratas.

## Algunas publicaciones
- Le Gal M. (1953). Les Discomycètes de Madagascar. Prodrome à Flore Mycologique de Madagascar et Dépendanes (en francés) 4. pp. 1-465.
- Le Gal M. (1951). «Observations sur Sarcosoma orientale Pat. et Sarcosoma rufum (Schw.) Rehm.». Bull Soc Myc Fr. (en francés) 67: 101-106.
- Le Gal, M. (1949). Ascodesmis microscopica (P.Crouan & H.Crouan) Le Gal, Revue Mycol., Paris 14(2): 85.
- Le Gal, M. (1947). Ornamentations sporales des discomycètes operculés. Ann. des Sciences Naturelles Botanique 11 8: 89-297, 1 pl. 73 figs.

## Reconocimientos
- 1962: elegida vicepresidenta de la Sociedad Micológica Británica.[4]

## Eponimia
Géneros de fungi
- (Sarcosomataceae) Galiella Nannf. & Korf (1957)[5]
- (Pezizaceae) Marcelleina Brumm., Korf & Rifai, 1967

Especies
- (Boletaceae) Boletus legaliae Pilát, 1968
- (Boletaceae) Boletus purpureus var legaliae Pilát, 1959
- (Cortinariaceae) Cortinarius magaliae Rob.Henry, 1996
- (Hyaloscyphaceae) Lachnum legaliae W.Y.Zhuang & Zheng Wang, 1998
- (Pyronemataceae) Scutellinia legaliae Lohmeyer & Häffner, 1983